# Sinopoli
Sinopoli är en kommun i storstadsregionen Reggio Calabria, innan 2017 provinsen Reggio Calabria, i regionen Kalabrien, Italien. Kommunen hade 2 042 invånare (2017) och gränsar till kommunerna Cosoleto, Oppido Mamertina, Roccaforte del Greco, Roghudi, San Procopio, Sant'Eufemia d'Aspromonte och Scilla. 